# Михневич, Вацлав
Ва́цлав Михне́вич (пол. Wacław Michniewicz, бел. Вацлаў Міхневіч, лит. Vaclovas Michnevičius; 1866, деревня Стребяйкяй (ныне Ионавский район, Литва) — 14 января 1947, там же) — польский и литовский архитектор и инженер, представитель неоготики и других исторических стилей.

## Биография
Учился в Виленском реальном училище, затем в Институте гражданских инженеров в Санкт-Петербурге (1889—1893).
В Вильне несколько лет был помощником городского архитектора Киприана Мацулевича, потом занимал должность городского архитектора (после Константина Короедова, 1904—1912). В 1911 году вместе с Александром Парчевским основал проектно-строительное бюро „Architekt“.
После Первой мировой войны вернулся в 1918 году в Каунас. В 1919—1925 годах занимал должность главного инженера управления дорог министерства путей сообщения Литовской Республики. Автор книги на литовском языке о ремонте и содержании дорог „Vieškeliai ir paprastieji keliai, jų taisymas ir laikymas“ (Kaunas: Valstybės sp., 1925).
Похоронен в церковной ограде костёла Рождества Пресвятой Девы Марии в местечке Жеймяй Йонавского района, построенного по его проекту 1899 года в 1906 году.

## Творчество
- Театр на Погулянке
- Многоквартирный жилой дом
- Костёл в Кярнаве
- Костёл Непорочного Зачатия

Автор проектов около 30 зданий в Вильнюсе и около 30 костёлов по всей Литве и в Белоруссии. Важнейшие проекты: крытый рынок (хале; 1904—1906); проект реконструкции Городского зала в Вильне после пожара (1907—1912; ныне здание Национальной филармонии); Польский театр на Погулянке (ул. Басанавичяус 13, 1912—1913, совместно с Александром Парчевским); «колонии» Земельного банка и Юзефа Монтвилла. Проектировал жилые дома с чертами стиля модерн в Вильнюсе на улицах Тумо-Вайжганто 4/1, 7 (1911), Пилимо 5 (1910), Каштону 1, многоквартирный жилой деревянный дом на улице П. Скоринос 5 (оба 1913). Соавтор проекта мечети в Каунасе (1930) и других зданий.

## Память
В 2002 году на родине архитектора в Стребяйкяй был открыт памятник в виде традиционного деревянного столба с орнаментной крышей при дороге (stogastulpis; автор Артурас Наркявичюс), а одна из улиц местечка была названа именем Вацлава Михневича. 7 июля 2007 года в центре местечка Жеймяй (бывшего центра волости Жеймы), напротив костёла, был открыт бюст архитектора (скульптор Константинас Богданас).